# Wołomin
Wołomin là một thị trấn thuộc huyện Wołomiński, tỉnh Mazowieckie ở trung-đông Ba Lan. Thị trấn có diện tích 17 km². Đến ngày 1 tháng 1 năm 2011, dân số của thị trấn là 37117 người và mật độ 2153 người/km².